# Гэммайтя
Гэммайтя (иногда генмайтя, генмайча) (яп. 玄米茶 гэммайтя, «чай с коричневым рисом») — японский зелёный чай, который изготавливается из чайных листьев и обжаренного коричневого риса. Изначально такой чай пили бедные японцы, так как рис служил в качестве наполнителя и снижал стоимость напитка. Именно поэтому гэммайтя также известен как «народный чай». Сегодня его употребляют все слои общества.
Заваривается кипящей водой.
В отличие от большинства чаёв, гэммайтя обладает энергетической ценностью (обычная кружка, на которую тратится 2 грамма заварки, имеет калорийность примерно 1 ккал при содержании жира 0,03 г). Цвет чайного настоя имеет светло-жёлтый оттенок. Вкус мягкий, сочетает в себе свежий травяной аромат зелёного чая с ароматом жареного риса. Рекомендуемое время заварки составляет от трёх до пяти минут, в зависимости от требуемой крепости.

## Состав
В основе гэммайтя лежит чай бантя или, реже, сэнтя, который смешивают с жареным коричневым рисом гэммай (яп. 玄米). Иногда в чай добавляют немного соли. Известно усовершенствование давно известного в Японии рецепта чая с рисом, сделанное тайваньскими мастерами: вместо обычного чая в нём используется зелёный чай с высоким содержанием катехинов, вместо обычного риса — проросшие зерна коричневого риса.
Гэммайтя также иногда продаётся с добавленным к нему маття. Этот продукт называется маття-ири гэммайтя (яп. 抹茶入り玄米茶, гэммайтя с добавлением маття). Маття-ири гэммайтя имеет вкус, аналогичный простому гэммайтя, но часто более сильный. Цвет его настоя более зелёный.
Гэммайтя содержит очень мало кофеина.